# Pagament per visió
El pagament per visió (de l'anglès pay-per-view, PPV) és una modalitat de televisió de pagament, en la qual l'abonat paga per veure els esdeveniments que vulgui veure. Aquests poden ser esdeveniments esportius, pel·lícules, concerts musicals importants, etc.
Habitualment el sistema es comercialitza com a complement d'un paquet de canals de televisió que l'abonat rep contínuament de la manera tradicional, havent de pagar, a més dels esdeveniments comprats, una quota fixa i habitualment un lloguer per l'equip necessari.
A diferència dels sistemes de vídeo a la carta (vídeo on demand), el senyal es transmet de forma simultània per a tots els compradors. El canal emprat pot ser tant digital com analògic, i l'usuari no rep senyal, o el rep distorsionat mentre no faci la "compra". La compra es pot realitzar de forma automàtica, amb el comandament a distància a través del mateix equip descodificador connectat a una línia telefònica o pel mateix cable si es tracta de televisió per cable; també de forma manual, a través d'un distribuïdor o realitzant una trucada telefònica.
La necessitat del descodificador suposa un inconvenient quan es vol veure diferents continguts en diverses televisions de l'abonat.
El sistema de pagament per visió té el seu origen als Estats Units en la dècada dels anys 1970. El primer esdeveniment rellevant en PPV va ser el combat entre Sugar Ray Leonard i Thomas "Hitman" el 1981.

## PPV a Espanya
El primer operador de televisió espanyol que va oferir aquest servei, sota la marca "Taquilla", va ser Canal Satélite Digital, des del començament de la seva marxa al gener de 1997, comercialitzant per aquest sistema els partits de lliga espanyola de futbol, els drets de la qual havia adquirit.
Després s'hi sumaria la segona plataforma de televisió de pagament, Vía Digital, al maig del mateix any. Posteriorment s'hi afegirien els operadors de televisió per cable, com Imagenio de Telefònica, que inclouen a la seva oferta tant el futbol com un gran videoclub de pagament per visió.
Des de setembre de 2009, Mediapro va endegar el nou canal Gol Televisión aprofitant que el govern espanyol havia autoritzat la TDT de pagament, i va trencar així el monopoli que fins llavors havia ostentat Sogecable. Jaume Roures, Conseller Delegat de Mediapro, ha assegurat nogensmenys que el model de pagament per visió per comercialitzar partits de futbol a la televisió desapareixerà a mitjà termini a Espanya, com ja està passant a la resta d'Europa.